# Александар Пријовић
Александар Пријовић (Санкт Гален, 21. април 1990) је српски фудбалер који игра на позицији нападача.

## Каријера
Пријовић је рођен 21. априла 1990. у Санкт Галену, у Швајцарској. Његови корени, тачније отац су из Србије, Прибој, где му се налази многобројна родбина. Иако је рођен у Швајцарској, поносно истиче да је из Србије и да се тако осећа, као и да је увек чекао тренутак и позив репрезентације Србије. Поникао је у млађим категоријама швајцарског Санкт Галена, али се већ са 16 година обрео у Серију А, где је играо за италијанску Парму. На крају сезоне 2007-08. одбио је понуду да продужи уговор са популарним „млекаџијама”.
Потом је играо за многе тимове попут Дерби Каунтија, Јеовила, Нортемптона, Сиона, Лозане, Тромса, Ђургарден и турског Болуспора.
Лета 2015. године прелази у варшавску Легију, за обештећење од 320 хиљада евра. У Легији је провео годину и по дана, освојио титулу првака Пољске и играо у Лиги шампиона, где је постигао два гола, оба против Борусије из Дортмунда. Од 2017. године је играо за солунски ПАОК са којим је освојио два трофеја купа Грчке. Био је најбољи стрелац грчке лиге у сезони 2017/18. са 19 постигнутих голова.

## Репрезентација
Био је члан кадетске и омладинске репрезентације Србије, затим носио је дрес младе репрезентације Швајцарске, али није дебитовао за А тим, па је имао могућност избора ако добије позив Србије.
За репрезентацију Србије дебитовао је 11. јуна 2017. против Велса (1:1) у Београду — у квалификацијама за Светско првенство 2018. у Русији. Пријовић је 9. октобра 2017. ушао као резерва против Грузије и постигао једини гол на утакмици вредан директног пласмана на Мундијал.

### Голови за репрезентацију
| #  | Датум              | Место           | Противник | Гол | Резултат | Такмичење                                |
| -- | ------------------ | --------------- | --------- | --- | -------- | ---------------------------------------- |
| 1. | 9. октобар 2017.   | Београд, Србија | Грузија   | 1:0 | 1:0      | Квалификације за Светско првенство 2018. |
| 2. | 20. новембар 2018. | Београд, Србија | Литванија | 3:1 | 4:1      | Лига нација 2018/19.                     |

## Трофеји

### ПАОК
- Куп Грчке (2) : 2016/17, 2017/18.

### Легија Варшава
- Првенство Пољске (2) : 2015/16.
- Куп Пољске (1) : 2015/16.

### Сион
- Куп Швајцарске (1) : 2010/11.